# ニコライ・リネウィッチ
ニコライ・ペトロヴィチ・リネウィッチ（ロシア語: Николай Петрович Линевич、1839年1月5日‐1908年4月23日）は、ロシア帝国の軍人。日露戦争でロシア満洲軍総司令官を務めた。

## 経歴
リネウィッチの軍歴は1855年にニコライ1世の近習となったことから始まった。1877‐78年の露土戦争に従軍して頭角を現す。1900年の義和団の乱の際はシベリア第1軍団を率いて北京に突入し、将軍みずから略奪に参加したというので話題になった。1903年、歩兵中将に昇進。
1904年の日露戦争勃発時はトランスシベリア総督、アムール軍管区司令官だった。翌年2‐3月の奉天会戦の際はロシア満洲軍第1軍を率い左翼（東部）に布陣。この戦いののち、「退却将軍」と悪口を言われた満洲軍総司令官アレクセイ・クロパトキンは第1軍司令官に降格され、第1軍司令官のリネウィッチが入れ替わりで満洲軍総司令官に就任した。大将に昇進したリネウィッチは逆襲を呼号し、皇帝ニコライ2世に飽くことなく増援を要求し続け皇帝をうんざりさせたが、実際にはロシア第一革命の影響でロシア軍内にも反乱の兆しが見られており、日本軍と睨みあったまま終戦を迎えた。この間ダライ・ラマ（13世）のラサからシベリアへの動座の企てに関わったりもしている。
リネウィッチは軍内の革命分子に厳罰を下さず見過ごしたという理由で1906年2月の満洲軍解散と同時に退役させられた。退役後は隠棲して短い余生を過ごし、日露戦争当時の回顧録が出版されたのは死後の1925年のことだった。